# الاتحاد الألماني لكرة السلة
الاتحاد الألماني لكرة السلة (بالألمانية: Deutscher Basketball Bund) هو الجسم المسؤول عن تنظيم رياضة كرة السلة في ألمانيا. تأسس بتاريخ 1 أكتوبر 1949.

## المنتخبات الوطنية
- منتخب ألمانيا لكرة السلة
- منتخب ألمانيا تحت 20 سنة لكرة السلة
- منتخب ألمانيا تحت 19 سنة لكرة السلة
- منتخب ألمانيا تحت 17 سنة لكرة السلة
- منتخب ألمانيا لكرة السلة للسيدات
- منتخب ألمانيا تحت 20 سنة لكرة السلة للسيدات
- منتخب ألمانيا تحت 19 سنة لكرة السلة للسيدات
- منتخب ألمانيا تحت 17 سنة لكرة السلة للسيدات

## المنافسات
- الدوري الألماني لكرة السلة
- الدوري الألماني لكرة السلة الدرجة الثانية
- الدوري الألماني لكرة السلة الدرجة الثالثة
- كأس ألمانيا لكرة السلة
- الدوري الألماني لكرة السلة للسيدات
- كأس ألمانيا لكرة السلة للسيدات